# Philosophie der Antike

Das antike Griechenland um 550 v. Chr.

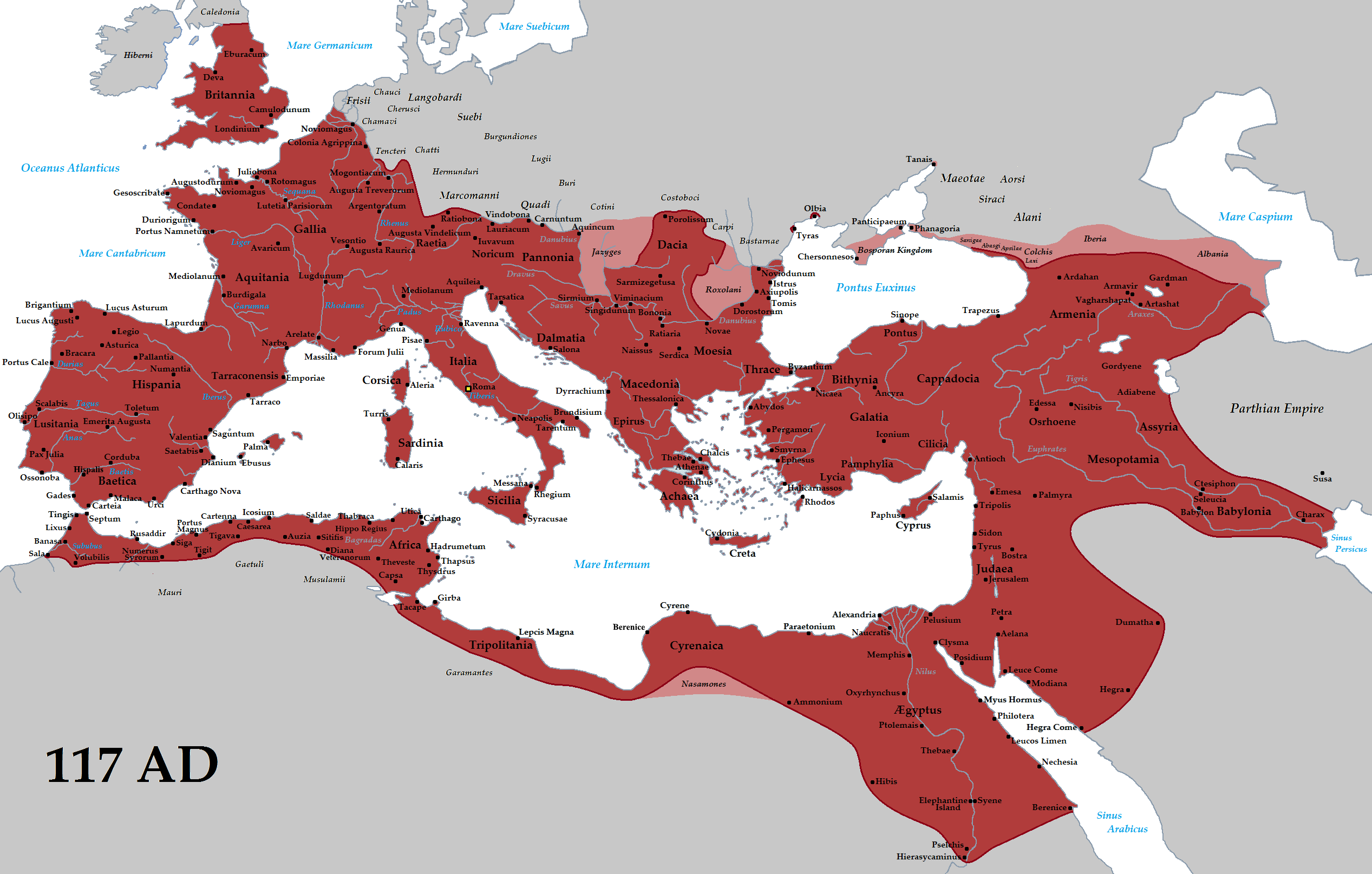
Das Römische Reich um 117

Die Philosophie der Antike ist die älteste philosophiegeschichtliche Epoche der Westlichen Welt. Sie umfasst mehr als 1100 Jahre und reicht von dem etwa um 600 v. Chr. wirkenden ersten Vorsokratiker Thales von Milet bis zu den letzten Neuplatonikern und der Schließung der Platonischen Akademie im 6. Jahrhundert n. Chr. Die Philosophie der Antike entstand in den von den Griechen besiedelten Gebieten des Mittelmeerraums und entfaltete sich später im gesamten Römischen Reich. 
Die Epoche kann man grob einteilen in die Zeit der Vorsokratiker von etwa 600 bis 400 v. Chr., der griechischen Klassik ab etwa 500 v. Chr., des Hellenismus ab etwa 300 v. Chr. sowie der römischen Zeit, die um Christi Geburt einsetzt und ab etwa 250 in die Philosophie der Spätantike überging. Auf letztere folgte in Europa die Philosophie des Mittelalters.
Die antiken Philosophen selbst lassen sich folgenden Gruppen zuordnen. Diejenigen, die von etwa 600 bis Mitte des 5. Jahrhunderts v. Chr. gewirkt haben, also vor Sokrates oder unbeeinflusst von ihm, bezeichnet man als Vorsokratiker. Sie haben das damalige von Mythen und Göttern geprägte Weltbild ansatzweise durch philosophische und naturwissenschaftliche Erklärungsversuche ersetzt. Mit Sokrates beginnt die griechische Klassik, die ungefähr von der Mitte des 5. Jahrhunderts bis 300 v. Chr. reicht. Damals war Athen das geistige Zentrum Griechenlands. Mit Sokrates’ Schüler Platon und dessen Schüler Aristoteles traten damals zwei der wichtigsten und bis heute einflussreichsten Denker auf. In der Zeit der Klassik entstanden auch die Philosophenschulen der Sophisten, der Kyniker sowie der Kyrenaiker und während des nachfolgenden Hellenismus die der Stoiker und der Epikureer.
Die antike Philosophie nahm Einflüsse von den Kulturen des Judentums, des alten Ägypten, des Perserreichs und Mesopotamiens auf. Andere wichtige philosophische Traditionen des Altertums waren die Chinesische und die Indische Philosophie, die sich beide etwa ab 1000 v. Chr. entwickelten.

## Zeitleiste
Die Einteilung der Philosophiegeschichte in Perioden kann nach verschiedenen Gesichtspunkten (Zeit, Ort, Strömung usw.) geschehen. Bis heute hat sich keine allgemeinverbindliche Einteilung etablieren können. Einigermaßen durchgesetzt hat sich der Begriff der Vorsokratiker, wobei allerdings manche Autoren die Sophisten zu den Vorsokratikern, andere zur griechischen Klassik zählen. Hier eine ungefähre Einteilung:
|  |  |

## Geschichte

### Vorsokratiker
Mit Thales von Milet beginnt im 6. Jahrhundert v. Chr. die abendländische Philosophiegeschichte. Wie die aller anderen Vorsokratiker ist seine Lehre aber nur bruchstückhaft überliefert. Man geht davon aus, dass seit Thales langsam damit begonnen wurde, das von Mythen und Göttern geprägte Weltbild durch rationale Erklärungsversuche zu ersetzen. Dazu passt, dass Thales auch Mathematiker und Astronom war. Thales zählt mit Anaximander und Anaximenes zu den sogenannten Milesiern, die auch als ältere ionische Naturphilosophen bezeichnet werden. Aristoteles berichtet, dass die Milesier versucht haben, einen Urgrund (archē) aller Dinge zu finden. Für Thales soll dieser Urgrund das Wasser gewesen sein, für Anaximander war es das Unbegrenzte (apeiron) und für Anaximenes die Luft.
Pythagoras gründete im 6. Jahrhundert v. Chr. die philosophische Gemeinschaft der Pythagoreer. Ihre Philosophie war nicht von der Suche nach einem Urstoff, sondern stark von der ebenfalls betriebenen Mathematik geprägt. So sahen sie in Zahlen und mathematischen Verhältnissen den Schlüssel zu einer umfassenden Weltbeschreibung und -erklärung. Die Pythagoreer betätigten sich auch politisch und stellten Theorien in den Bereichen Geometrie, Musiktheorie, Kalenderrechnung und Astronomie auf.
Die von Heraklit überlieferten literarischen Bruchstücke gelten als schwer verständlich. Es handelt sich um sentenzenähnliche Sätze, die an Rätsel erinnern. So wurde er bereits in der Antike „der Dunkle“ genannt. Aus dem Feuer entsteht nach Heraklit die Welt, die in allen ihren Erscheinungsformen eine den meisten Menschen verborgene vernunftsgemäße Fügung gemäß dem Weltgesetz des Logos erkennen lässt. Alles befindet sich in einem ständigen, fließenden Prozess des Werdens, welches vordergründige Gegensätze in einer übergeordneten Einheit zusammenfasst. Aus dieser Auffassung entstand später die verkürzende Formulierung „Alles fließt“ (panta rhei).
Parmenides zählt wie Zenon von Elea zu den Eleaten. Er unterscheidet zwischen dem, was den Sterblichen wahr zu sein scheint, und einer sicheren Wahrheit. Sicher wahr seien die Existenz des Seins und die Nichtexistenz des Nichtseins. Daraus müsse geschlussfolgert werden, dass das Sein unveränderbar sei, da die einzige Form der Veränderung für das Sein die wäre, Nichtsein zu werden. Dies sei aber undenkbar und somit sei die Annahme irgendeiner Form der Veränderung des Seins bloße Meinung und purer Schein, im Gegensatz zu einer Erfassung des Seins durch die Vernunft setzt.
Demokrit schließlich führte den Atomismus des Leukipp weiter, indem er behauptete, dass die gesamte Natur aus kleinsten unteilbaren Einheiten, aus Atomen (atomoi) zusammengesetzt sei. Die Dinge schienen nur eine Farbe oder Geschmack zu haben, in Wirklichkeit gebe es nur Atome im leeren Raum.
Xenophanes ist für seine kritische Auseinandersetzung mit dem herkömmlichen anthropomorphen Götterbild seiner Zeit bekannt. Empedokles wurde für seine Vier-Elemente-Lehre bekannt, wonach alles aus den Elementen Feuer, Wasser, Luft und Erde bestehe. Anaxagoras gilt als derjenige, der im Zuge seiner Übersiedlung nach Athen die Philosophie ebendahin mitbrachte.

### Griechische Klassik

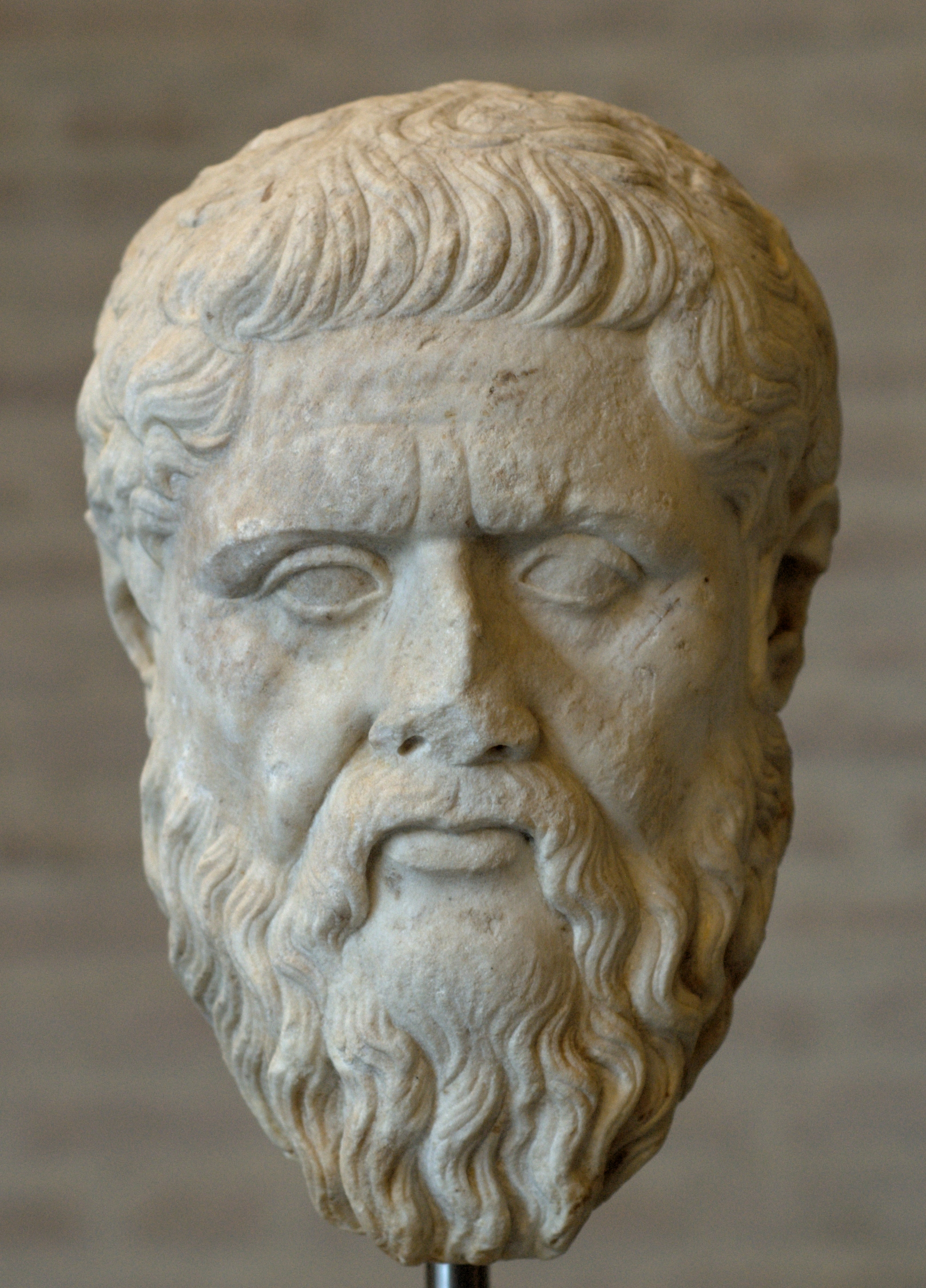
Platon

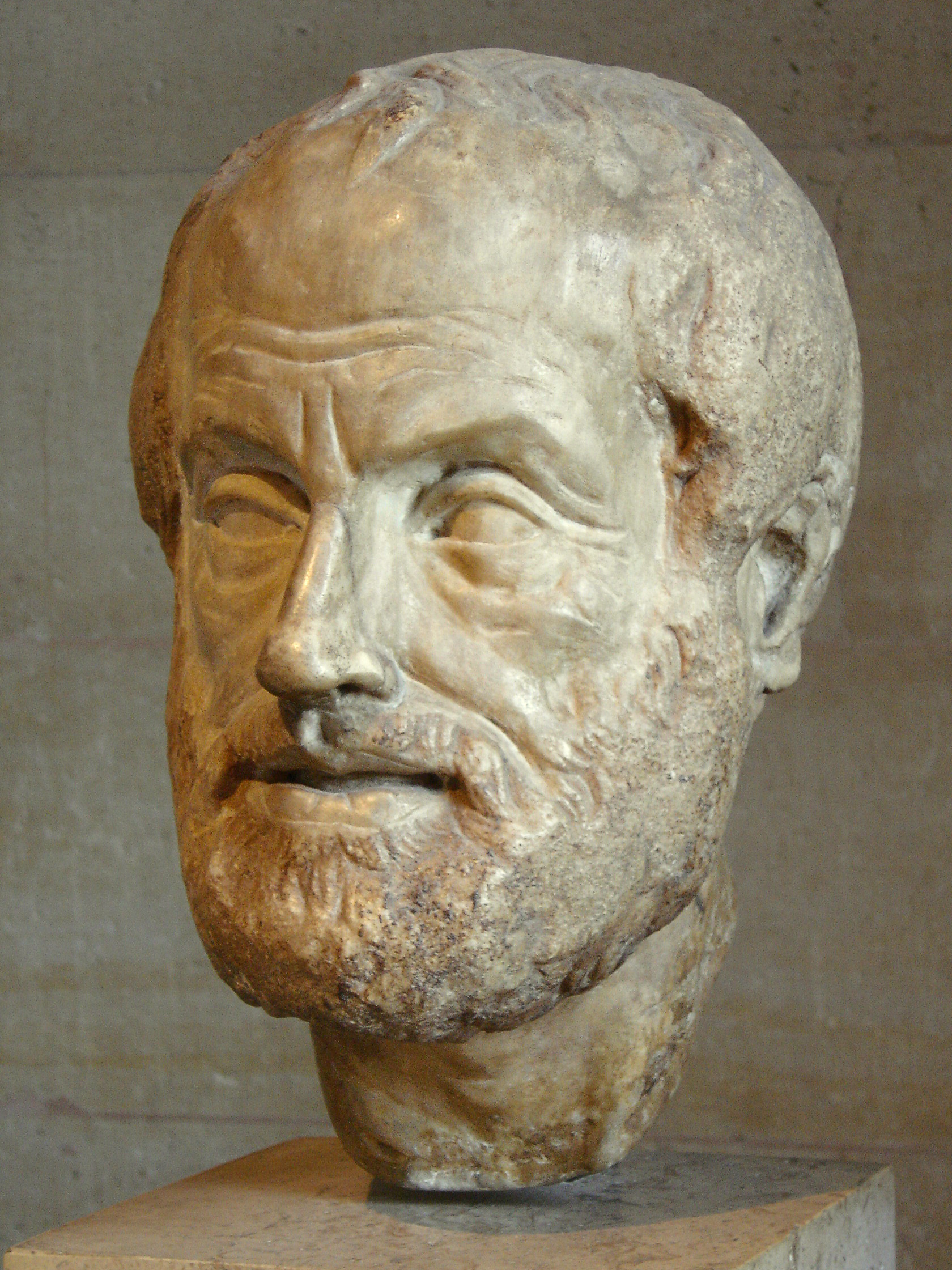
Aristoteles

Die fünf Jahrzehnte zwischen den Perserkriegen und dem Peloponnesischen Krieg bildeten Athens klassische Blütezeit, in der die attische Demokratie ihre Vollendung fand. In dieser gesellschaftspolitischen Umbruchphase bestand entsprechender geistiger Orientierungsbedarf, den die sophistische Aufklärung zu decken suchte. Die seit 450 v. Chr. auftretenden Sophisten richteten ihre Überlegungen weg von der Natur auf den Menschen und suchten nach Methoden, das Individuum geistig und körperlich zu stärken. So brachten sie den Jugendlichen Rhetorik und Kampfkünste bei, doch waren sie nicht so spitzfindig, wie man ihnen häufig unterstellt. Wichtige Sophisten waren Antiphon, Gorgias, Hippias von Elis, Kritias, Prodikos und Protagoras. Von Letzterem stammt der berühmte Satz: „Der Mensch ist das Maß aller Dinge, derer die sind, dass sie sind, und derer die nicht sind, dass sie nicht sind.“
Philosophie wurde so zur öffentlichen Angelegenheit, die auf dem Marktplatz (agora) und in interessierten Zirkeln betrieben wurde. Hier entfaltete sich die Freiheit des Denkens in einem friedlichen Wettstreit (agon) durch den Austausch der Ansichten und Argumente. Einen besonderen und bis heute fortwirkenden Eindruck hinterließ Sokrates mit seiner Lehrweise und Haltung zum Leben. Er pflegte seine Gesprächspartner in ihrem vorgeblichen Wissen zu erschüttern, indem er durch bohrendes Nachfragen gedanklich-logische Lücken freilegte, um dann in fortgesetzten Dialogen neue Erkenntnisse bei seinen Partnern zu Tage zu fördern, ein Vorgehen, das er Hebammenkunst (Mäeutik) nannte. Die Unerschrockenheit und Festigkeit seines Auftretens in dem gegen ihn als vermeintlichen Verderber der Jugend geführten Prozess und die Art, wie er das Todesurteil hin- und angenommen hat, haben ihn zum Urbild philosophischer Daseinsbewältigung werden lassen.
Da Sokrates selbst nichts Schriftliches hinterlassen hat, ist sein Bild in der Philosophiegeschichte wesentlich von seinem Schüler Platon bestimmt, der die Methode und die Gehalte der sokratischen Lehre nach seinem Verständnis in Dialogform aufgezeichnet und damit überliefert hat. Dazu entwickelte er jedoch seine eigenen Lehren, sodass heute sokratische und platonische Anteile dieses philosophischen Gebäudes, wie es in den platonischen Dialogen vorliegt, schwer zu trennen sind. Berühmt ist Platons Höhlengleichnis: Ohne Kenntnis der Ideen, die die Wahrheit hinter den Dingen darstellen, sind wir wie Menschen, die in einer Höhle sitzen, nie die Sonne gesehen haben und unsere Schatten für das echte, das wahre Leben halten. Dabei nahm Platon an, dass die Ideen selbstständig in einer höheren Welt existierten. (Der Mathematiker und Philosoph Alfred North Whitehead bemerkte einmal, dass alle späteren Entwürfe der europäischen Philosophie im Grunde nur Fußnoten zu Platon seien.)
Als Aristoteles seinem Lehrer Platon philosophisch nur noch teilweise zustimmen konnte, bekannte er, zu Platon empfinde er Freundschaft, zur Wahrheit aber noch mehr als zu diesem. Während Platons Philosophie im Kern auf eine unser sinnliches Wahrnehmungsvermögen der Welt transzendierende Ideenlehre zielte, suchte Aristoteles die erfahrbare Wirklichkeit von Natur und menschlicher Gesellschaft umfassend zu erforschen und wissenschaftlich zu ordnen. Im Gegensatz zu Platon sah er die Ideen als in den Dingen befindlich und gab der realen Welt so wieder mehr Gewicht. Hierbei hat er u. a. für Biologie und Medizin, aber auch für die politische Empirie und Theorie Enormes geleistet. In seinem enzyklopädischen Wissensdrang als Philosoph beschäftigten ihn zudem u. a. Dynamik (δύναμις), Bewegung (κίνησις), Form und Stoff, siehe auch Hylemorphismus. Aristoteles begründete die klassische Logik mit ihrer Syllogistik, die Wissenschaftssystematik und die Wissenschaftstheorie. Die Autorität, die Aristoteles als Forscher und Denker noch im europäischen Mittelalter besaß, war so groß, dass sein Name für den Begriff des Philosophen schlechthin stand.
Eine philosophische Richtung, die sich vor allem an der bedürfnisarmen Lebensweise des Sokrates orientierte, bildeten die Kyniker. Ihr berühmtester Vertreter, Diogenes von Sinope („Diogenes in der Tonne“), soll Alexander dem Großen, als dieser ihn besuchte und nach seinen Wünschen fragte, beschieden haben: „Geh mir aus der Sonne!“

### Hellenismus und römische Zeit
Im Hellenismus wurden die klassischen Denkansätze weiter fortgeführt. Eine besondere Rolle dabei spielten die hellenistischen „Musenhöfe“. So entstand in Alexandria die sehr einflussreiche Alexandrinische Schule, während die Peripatetiker die Denkansätze des Aristoteles weiter entwickelten und die platonische Akademie Platon folgte.

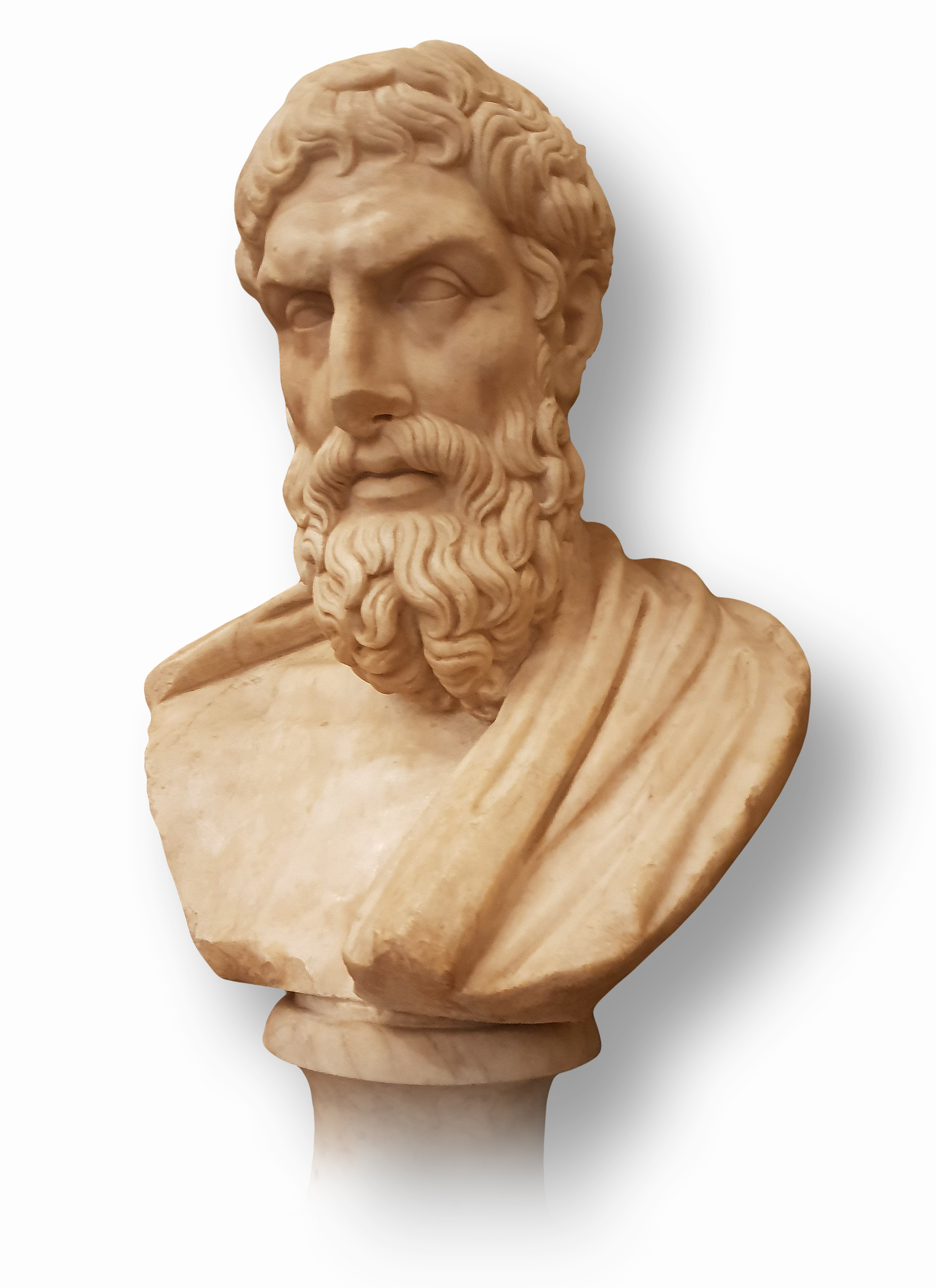
Büste des Epikur; römische Marmorkopie eines griechischen Originals aus der Mitte des 3. Jahrhunderts v. Chr. (275–250 v. Chr.); Kapitolinische Museen, Rom.

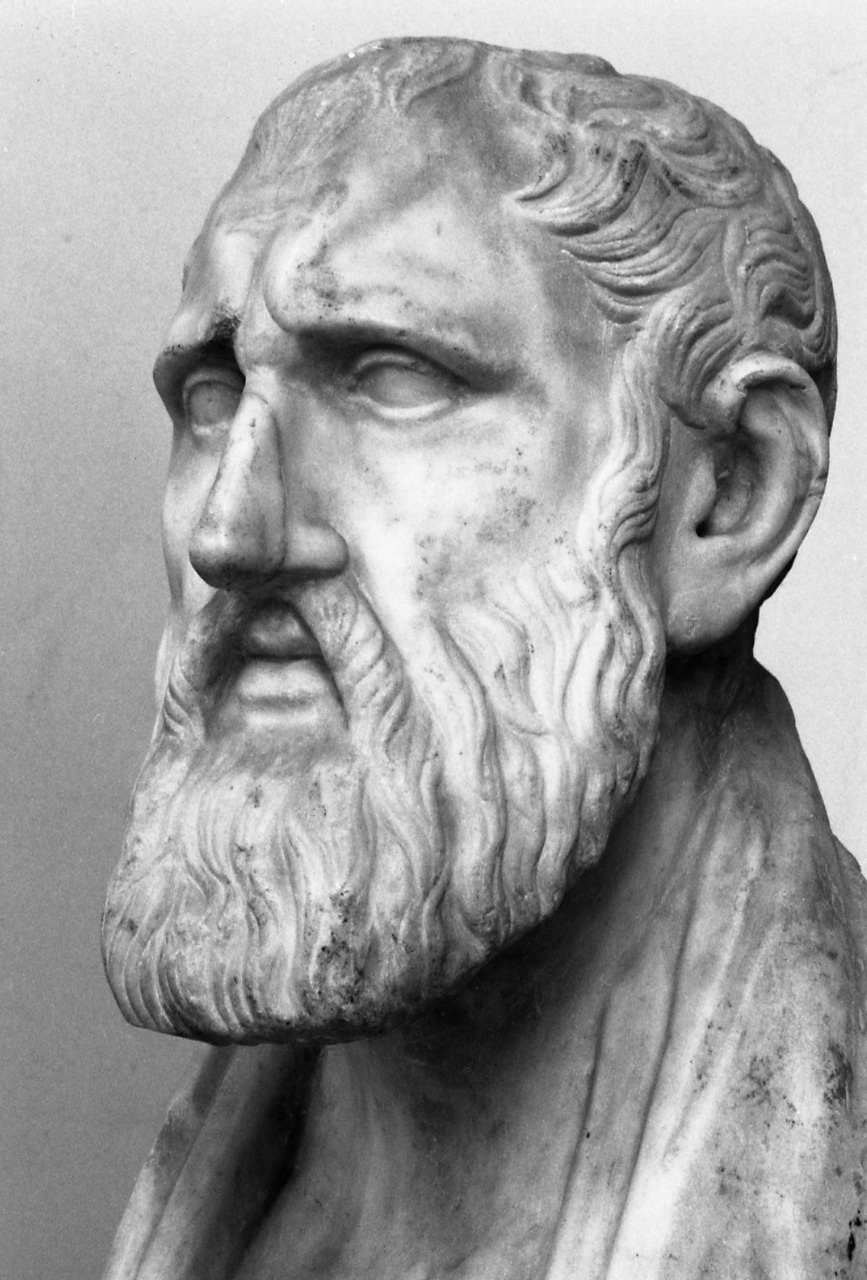
Zenon, der Begründer der Stoa

Am Übergang vom 4. zum 3. Jahrhundert v. Chr. entstanden mit Stoa und Epikureismus zwei philosophische Schulen, die weit hinaus über Zeit und Ort ihrer Entstehung ausstrahlten und ethische Grundpositionen für ein glückendes Leben markierten. Ihr Wirkungspotential ist bis heute noch keineswegs erschöpft, wie neuere Veröffentlichungen zu Glück und Lebenskunst zeigen. Der Epikureismus trachtet danach, das individuelle Glück durch die Vermeidung von Unlust und die Empfindung von Lust zu fördern, indem der Genuss optimal dosiert und Bedürfnisse möglichst reduziert werden. In öffentlichen Angelegenheiten empfahl Epikur Zurückhaltung. Im Gegensatz dazu wendet sich die von Zenon von Kition begründete Stoa gegen die Versklavung der Seele in der Sucht nach Bedürfnisbefriedigung. Sie unterstellt den Menschen ganz der Vernunftkontrolle und sieht das Individuum als Teil einer menschlichen Gemeinschaft und eines kosmischen Ganzen. Gegenüber diesen bestehen Pflichten, die im Handeln zu berücksichtigen sind. Charakteristisch für Stoiker ist eine schicksalsbejahende Grundhaltung im Einklang mit der Ordnung des Universums.
Vermittelt durch Panaitios von Rhodos und Poseidonios fanden stoische Leitlinien Eingang in das Denken führender Kreise des republikanischen und kaiserzeitlichen Rom. Im Kontakt mit der politischen Wirklichkeit des Römischen Reiches ist von der Strenge und Absolutheit des stoischen Ausgangsentwurfs dies und jenes abgeschliffen worden (etwa die völlige Missachtung des Leibes und der Emotionen). Stoisch inspirierte Römer wie Cicero in der Zeit der ausgehenden Republik und Seneca in der frühen Kaiserzeit, bezogen Elemente anderer philosophischer Schulen mit ein; das tat auch Lukrez, der sich aber auf Epikur berief. Mag es einem solchen als eigene philosophische Richtung geführten Eklektizismus an Originalität fehlen, so hat er doch Lebenstauglichkeit und Praktikabilität der philosophischen Lehren zweifellos erhöht. Im Zenit des Prinzipats wurde die Stoa zur Richtschnur und Meditationsgrundlage des römischen Kaisers Mark Aurel, des „Philosophen auf dem Kaiserthron“ in seinen Selbstbetrachtungen. Er wurde im 2. Jahrhundert n. Chr. gleichsam zur Verkörperung der da schon 500 Jahre alten platonischen Idee vom zur Herrschaft berufenen Philosophen.
Die dritte neben Stoa und Epikureismus zwar an Mitgliederzahl weit unterlegene, aber philosophiegeschichtlich höchst bedeutende philosophische Strömung des Hellenismus und der Kaiserzeit bilden die so genannten skeptischen Schulen. Zu unterscheiden sind derer drei: Der Ältere Pyrrhonismus, durch Pyrrhon von Elis begründet, lehrte eine generelle Ununterschiedenheit und Ununterscheidbarkeit aller Dinge und Meinungen (Indifferentialismus), woraus er v. a. ethische Konsequenzen zog. Mehr oder minder unabhängig davon entwickelte sich später auch in der platonischen Akademie eine erkenntniskritische Richtung: Arkesilaos, mit dem die sog. Mittlere Akademie begann, lehrte nach Sokrates’ Vorbild einen strikten Agnostizismus. Dieser wurde von Karneades, dem Begründer der sog. Neuen Akademie, zu einer Art Wahrscheinlichkeitslehre gemildert, welche über seinen Nachfolger Philon von Larisa insbesondere Cicero beeinflusste und noch den jungen Augustinus von Hippo beeindrucken sollte. Schließlich begründete Ainesidemos, wohl ein ehemaliger Anhänger der Akademie, den seit langem erloschenen Pyrrhonismus neu: der Neupyrrhonismus, der v. a. in den Schriften des Sextus Empiricus beschrieben wird, verband die systematische Erkenntniskritik der Neuen Akademie mit der ethischen Motivation des Älteren Pyrrhonismus zu einer skeptischen Haltung, die durch die Enthaltung von jeglichem Erkenntnisurteil (die sog. epoché) den Kampf der Meinungen beenden wollte und gerade dadurch Seelenruhe (Ataraxie) sowie die ersehnte Glückseligkeit (Eudaimonie) zu finden hoffte.

### Spätantike
In der Spätantike wurde, obgleich es nach wie vor auch Vertreter von Richtungen wie etwa dem Kynismus gab, der Neuplatonismus als philosophische Richtung maßgeblich, der in einem wohl wechselseitig verschränkten Prozess anregend und befruchtend auch auf das Denken der christlichen Kirchenväter einwirkte.
Der philosophische Impuls, der Roms Herrschaftseliten über Jahrhunderte ethische Orientierung geboten hatte, erlahmte, als der äußere Druck auf die Grenzen zunahm und die innenpolitischen Verhältnisse instabiler wurden; nun stiegen immer öfter Männer in die Führungsschicht auf, die dem Militär entstammten und häufig wenig Verständnis für feingeistige Dinge aufbrachten. Philosophische Bildung verlor als Kennzeichen der Elitenzugehörigkeit an Bedeutung. Dennoch verschwand sie, vor allem im östlichen Teil des Reiches, nicht. Der Drang von Philosophen wie Plotin und später Proklos zur Vereinheitlichung (Suche nach dem Einen, dem Göttlichen) mündete in eine Rückwendung zu Platon und in eine Neuausrichtung der platonischen Ideenlehre. Daraus ergaben sich Verknüpfungsmöglichkeiten zwischen Neuplatonismus und christlicher wie nichtchristlicher Religion.
Wichtige Vertreter der antiken christlichen Apologetik waren im 2. Jahrhundert Justinus der Märtyrer, im 3. Jahrhundert Klemens von Alexandrien († nach 215) und Origenes († 253) sowie im 5. Jahrhundert Augustinus von Hippo († 430) mit seinem Werk Über den Gottesstaat. Das Denken des Augustinus spiegelte die spätantike Umbruchphase und legte das Fundament für die Philosophie des Mittelalters. Gestaltete sich in Platons Parmenides-Dialog die Suche nach dem Einen noch sehr rätselhaft, so glaubten die frühen christlichen Kirchenlehrer in Gott das Eine (und alles, Hen kai pan) gefunden zu haben, das alle Rätsel löst. Im 4. Jahrhundert hatte dann etwa die Theurgie, die teils sehr kritisch betrachtet wurde, starken Zulauf.
Im Oströmischen Reich wirkten noch im 5. und 6. Jahrhundert bedeutende Philosophen wie Isidor, Simplikios, der wichtige Aristoteles-Kommentare verfasste, und sein Lehrer Damaskios. Diesen Autoren, denen noch die meisten Werke der vorangehenden Philosophen vorlagen, verdankt man nicht zuletzt wichtige Informationen über heute verlorene Schriften und insbesondere die Positionen der Vorsokratiker. Von einem völligen Niedergang der Philosophie in der Spätantike, die noch ungebrochen an die Tradition anknüpfte, kann somit nicht die Rede sein. Die Philosophie war speziell im Ostteil des Reiches auch Rückhalt für nichtchristliche Positionen (was die „heidnische Renaissance“ zu Zeiten des Kaisers Julian verdeutlichte, der selber ein Anhänger des Neuplatonismus war). Aber auch mehrere Christen traten als bedeutende Philosophen hervor, wie beispielsweise im 6. Jahrhundert Johannes Philoponos in Alexandria oder im Westen der neuplatonisch geschulte Anicius Manlius Severinus Boëthius, dessen Werk Trost der Philosophie zu den bemerkenswerten Werken in der ausgehenden Spätantike zählt.
Die faktische Schließung der platonischen Akademie in Athen durch Kaiser Justinian im Jahre 529 (oder etwas später) machte den dortigen, pagan geprägten philosophischen Studien ein Ende, die christianisierte Schule von Alexandria bestand allerdings fort und ging erst infolge der Perser- und Araberkriege unter, die Byzanz im 7. Jahrhundert zu bestehen hatte (siehe Römisch-Persische Kriege und Islamische Expansion). Bald nach der Mitte des 6. Jahrhunderts erlosch die Tradition der antiken-heidnischen Philosophie endgültig, wenngleich in Byzanz die Beschäftigung mit ihr nicht abriss. Einer der letzten bedeutenden spätantiken Neuplatoniker, der Christ Stephanos von Alexandria, wirkte dann zu Beginn des 7. Jahrhunderts in Konstantinopel.

## Nachleben der antiken Philosophie
Das Christentum, das das mittelalterliche Weltbild Europas bestimmte, hat in seine Lehren viele Elemente antiker Philosophie integriert. Die dogmatischen Diskussionen und Streitigkeiten, die das spätantike Christentum dann vom 4. bis 6. Jahrhundert prägten und der Religion ihre heutige Form gaben, sind ohne den Hintergrund der griechischen Philosophie nicht verständlich. Den weltanschaulichen Pluralismus, wie er in den nebeneinander bestehenden antiken Philosophieschulen und Religionen vorhanden war, hat der christliche Monotheismus allerdings von der Spätantike bis in das Zeitalter der Aufklärung hinein nicht mehr zugelassen.
Dem griechischen Philosophiehistoriker Diogenes Laertios aus dem dritten nachchristlichen Jahrhundert ist es zu verdanken, dass viele antike Philosophen trotz der Zerstörung der wohl bedeutendsten antiken Bibliothek in Alexandria nicht ganz in Vergessenheit gerieten: In lateinischer Übersetzung blieb sein Werk dem Mittelalter bekannt. Für den lateinischen Westen war vor allem Boethius von kaum zu überschätzender Bedeutung, da er unter anderem die Regeln der aristotelischen Logik in eine Form brachte, die das mittelalterliche Denken entscheidend prägen sollte.
Nach dem 6. Jahrhundert geriet ansonsten zumindest in Europa der größte Teil der antiken Philosophie in Vergessenheit. Die Weitervermittlung antiker Philosophie geschah in der Folgezeit hauptsächlich durch arabisch-islamische Denker wie Avicenna (980–1037) und Averroes (1126–1198) sowie durch den jüdischen Philosophen und Arzt Maimonides (1135–1204). Über solche Umwege gewann die Philosophie der Antike, insbesondere die des Aristoteles, auf die Philosophie des Mittelalters bei Scholastikern wie Albertus Magnus († 1280) und Thomas von Aquin († 1274) sowie bei Denkern der Frührenaissance allmählich wieder an Bedeutung. Ein zweiter Schub erfolgte im 15. Jahrhundert, als im Zuge der Renaissance westliche Gelehrte in den byzantinischen Osten reisten und Handschriften antiker griechischer Denker mitbrachten (so unter anderem Giovanni Aurispa) bzw., als byzantinische Gelehrte vor den Osmanen in den Westen flohen und als Vermittler antiker Bildung im Westen mitwirkten.